# Fabiana Dadone

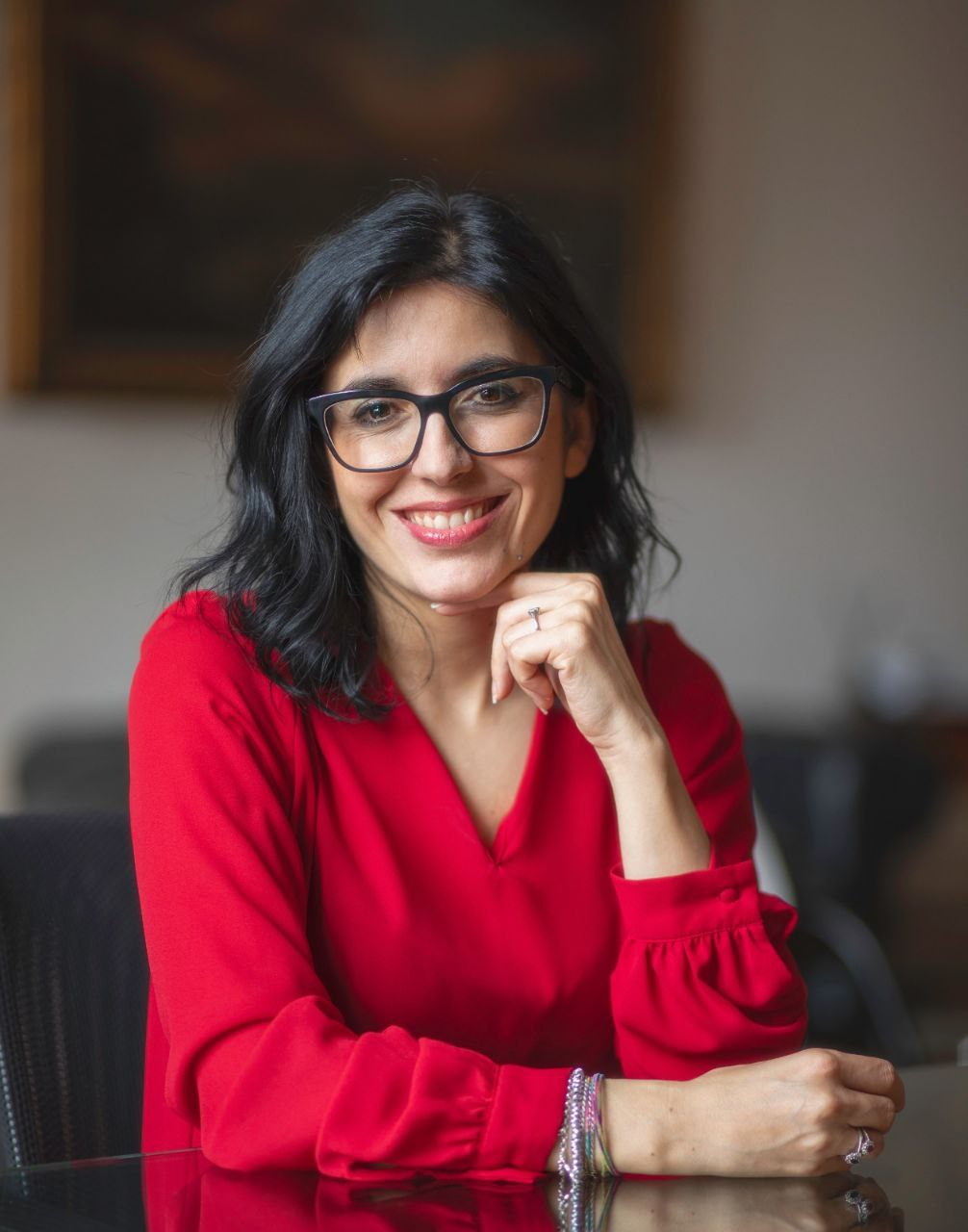
Fabiana Dadone (2021)

Fabiana Dadone (* 12. Februar 1984 in Cuneo, Piemont) ist eine italienische Politikerin (M5S).

## Karriere
Nach Abschluss des Studiums der Rechtswissenschaften an der Universität Turin war Dadone als Rechtsanwältin in Ceva tätig. Politisch war sie seit den Anfängen der Fünf-Sterne-Bewegung in ihrem Wohnort in Mondovì aktiv.
Bei den Parlamentswahlen 2013 trat sie erfolgreich im Wahlkreis Piemont 2 an und zog für die 5-Sterne Bewegung in die Abgeordnetenkammer ein. Mit 29 Jahren war sie damals eine der jüngsten Parlamentarier der Bewegung. In der bis 2018 dauernden XVII. Legislaturperiode war sie in mehreren parlamentarischen Ausschüssen tätig.
Bei den Parlamentswahlen 2018 konnte sie ihren Sitz erfolgreich in ihrem Wahlkreis Piemont 2 für die 5-Sterne Bewegung verteidigen. Nach dem Fall der gelb-grünen Regierung Conte I, in der sie mit keinen Regierungsaufgaben betraut war, stellte sie Ministerpräsident Giuseppe Conte im September 2019 als Ministerin ohne Geschäftsbereich für die öffentliche Verwaltung im gelb-roten Kabinett Conte II vor. Das Amt bekleidete sie bis zum Fall der Regierung Conte II im Februar 2021.
Unter Contes Nachfolger Mario Draghi wurde sie am 13. Februar 2021 als Ministerin für Jugend im Kabinett Draghi vereidigt.